# Julien Duval
Julien Duval (Évreux, 27 maggio 1990) è un ex pistard e ciclista su strada francese, attivo come Under-23/Elite dal 2009 al 2021.

## Palmarès

### Pista
- 2007

Campionati francesi, Inseguimento a squadre Junior (con Richard Fournier, Nicolas Giulia, Florent Gougeard e Jérôme Mallet)
- 2008

Campionati francesi, Corsa a punti Junior
Campionati francesi, Inseguimento a squadre Junior (con Enzo Hollville, Thibault Huché ed Emmanuel Kéo)
Campionati europei, Inseguimento a squadre Junior (con Emmanuel Kéo, Julien Morice ed Erwan Téguel)
- 2010

Campionati francesi, Omnium
- 2011

Campionati francesi, Americana (con Alexandre Lemair)
- 2012

Campionati francesi, Inseguimento a squadre (con Alexis Gougeard, Alexandre Lemair e Kévin Lesellier)
- 2013

Campionati francesi, Inseguimento individuale
Campionati francesi, Americana (con Morgan Kneisky)
- 2015

Open des Nations, Inseguimento a squadre (Roubaix, con Maxime Daniel, Corentin Ermenault e Julien Morice)

### Strada

#### Altri successi
- 2013 (Roubaix-Lille Métropole)

Classifica scalatori Quatre Jours de Dunkerque
Classifica a punti Paris-Arras Tour
- 2014 (Roubaix-Lille Métropole)

1ª tappa Paris-Arras Tour (Lens > Arras, cronosquadre)

## Piazzamenti

### Grandi Giri
- Vuelta a España

2017: 108º
2018: 157º

### Classiche monumento
- Milano-Sanremo

2019: 151º
2020: 149º
- Giro delle Fiandre

2017: 31º
2018: 66º
2019: ritirato
2020: ritirato
- Parigi-Roubaix

2017: ritirato
2018: ritirato
2019: 64º

### Competizioni mondiali
- Campionati del mondo su pista

Aguascalientes 2007 - Inseguimento a squadre Junior: 5º
Città del Capo 2008 - Inseguimento a squadre Junior: 4º
Città del Capo 2008 - Corsa a punti Junior: 9º
Città del Capo 2008 - Americana Junior: 4º
Pruszków 2009 - Inseguimento a squadre: 12º
Pruszków 2009 - Americana: 16º
Ballerup 2010 - Inseguimento a squadre: 9º
Apeldoorn 2011 - Inseguimento a squadre: 12º
Saint-Quentin-en-Yvelines 2015 - Inseguimento a squadre: 7º
Londra 2016 - Inseguimento a squadre: 11º

### Competizioni europee
- Campionati europei su pista

Cottbus 2007 - Inseguimento a squadre Junior: 2º
Cottbus 2007 - Americana Junior: 12º
Pruszków 2008 - Inseguimento a squadre Junior: vincitore
Pruszków 2008 - Inseguimento individuale Junior: 5º
Pruszków 2008 - Americana Junior: 5º
2009 - Americana Under-23: 5º
San Pietroburgo 2010 - Inseguimento a squadre Under-23: 3º
San Pietroburgo 2010 - Omnium Under-23: 6º
San Pietroburgo 2010 - Americana Under-23: 5º
Pruszków 2010 - Inseguimento a squadre: 6º
Pruszków 2010 - Omnium: 14º
Anadia 2011 - Inseguimento individuale Under-23: 5º
Anadia 2011 - Corsa a punti Under-23: 16º
Anadia 2011 - Scratch Under-23: ritirato
Anadia 2011 - Americana Under-23: 5º
Apeldoorn 2011 - Inseguimento a squadre: 9º
Apeldoorn 2011 - Americana: 14º
Apeldoorn 2013 - Inseguimento a squadre: 11º
- Campionati europei su strada

Alkmaar 2019 - In linea Elite: ritirato
Plouay 2020 - Staffetta mista: